# Aquilaria crassna
Aquilaria crassna är en tibastväxtart som beskrevs av Jean Baptiste Louis Pierre och Paul Lecomte. Aquilaria crassna ingår i släktet Aquilaria och familjen tibastväxter. Inga underarter finns listade i Catalogue of Life.

## Bildgalleri

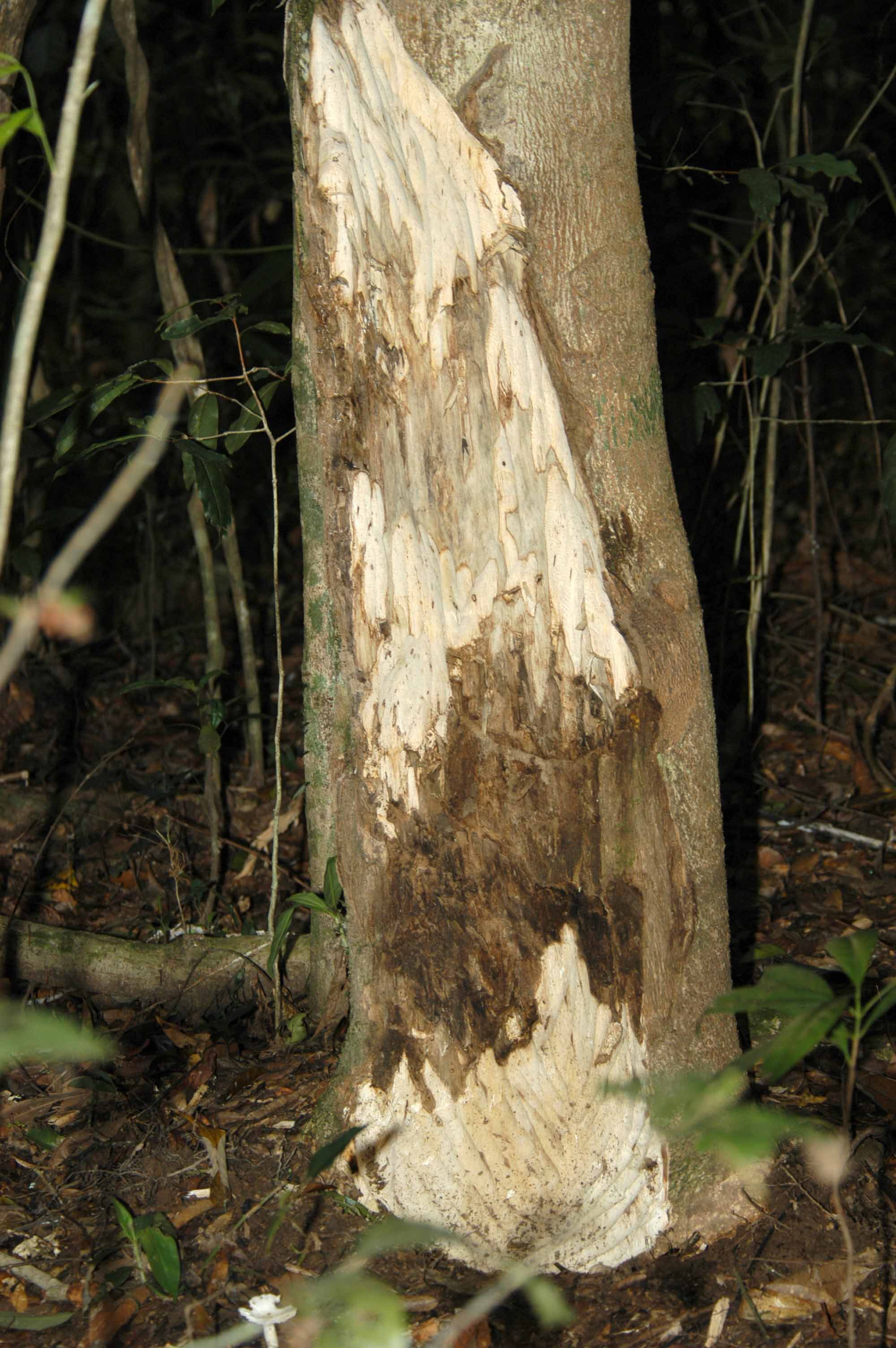
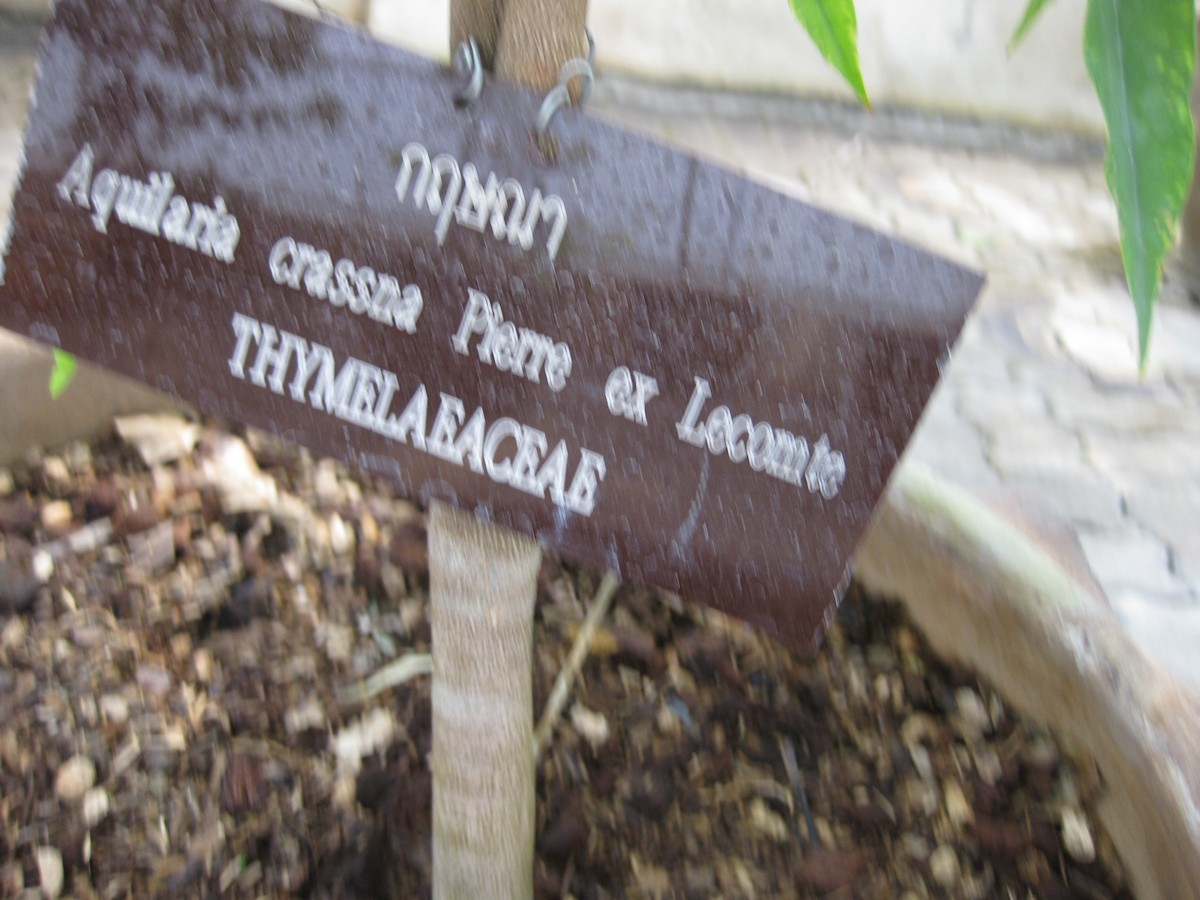